# Архиепархия Претории
Архиепархия Претории (лат. Archidioecesis Praetoriensis) — архиепархия Римско-Католической церкви с центром в городе Претория, ЮАР. В митрополию Претории входят епархии Габороне, Полокване, Рюстенбурга, Тзанеена, Франсистауна. Кафедральным собором архиепархии Претории является церковь Святейшего Сердца Иисуса.

## История
9 апреля 1948 года Римский папа Пий XII издал буллу «Quae ad fidem», которой учредил апостольский викариат Претории, выделив его из апостольских викариатов Кимберли Южной Африки (сегодня — Епархия Кимберли) и Трансвааля (сегодня — Архиепархия Йоханнесбурга).
11 января 1951 года Римский папа Пий XII издал буллу «Suprema Nobis», которой возвёл апостольский викариат Претории в ранг архиепархии.
28 июня 1971 года архиепархия Претории передала часть своей территории для возведения новой епархии Рюстенбурга.
5 июня 2007 года Римский папа Бенедикт XVI учредил митрополию Йоханнесбурга, к которой отошли епархии Манзини, Витбанка и Клерксдорпа, которые ранее входили в митрополию Претории. В этот же день из митрополии Блумфонтейна в митрополию Претории были переданы епархия Габороне и апостольский викариат Франсистауна.

## Ординарии архиепархии
- архиепископ John Colburn Garner (9.04.1948 — 28.04.1975);
- архиепископ George Francis Daniel (28.04.1975 — 24.11.2008);
- архиепископ Paul Mandla Khumalo C.M.M.[1] (24.11.2008 — 15.12.2009);
- архиепископ William Slattery O.F.M. (23.12.2010 — 30.04.2019);
- архиепископ Dabula Anthony Mpako (30.04.2019 — по настоящее время).

## Источник
- Annuario Pontificio, Libreria Editrice Vaticana, Città del Vaticano, 2003, ISBN 88-209-7422-3
- Булла Quae ad fidem Архивная копия от 5 октября 2018 на Wayback Machine, AAS 40 (1948), стр. 443  (лат.)
- Булла Suprema Nobis Архивная копия от 3 марта 2016 на Wayback Machine, AAS 43 (1951), стр. 257  (лат.)